# Marian Łuczak
Marian Łuczak s. Józefa (ur. 1945) – pułkownik Wojska Polskiego.

## Życiorys
Do wojska wstąpił w 1965 jako podchorąży Wyższej Oficerskiej Szkoły Wojsk Inżynieryjnych, którą kończy w 1968. Następnie w latach 1968–1969 dowodzi plutonem saperów w 17 batalionie saperów 12 Dywizji Zmechanizowanej w Szczecinie. W 1969 zostaje dowódcą kompanii saperów w 9 pułku zmechanizowanym 12 Dywizji Zmechanizowanej. W 1972 został słuchaczem Wojskowej Akademii Inżynieryjnej w ZSRR. Po ukończeniu Akademii w 1976 objął stanowisko szefa sztabu 47 batalionu saperów w 16 Dywizji Pancernej, następnie w 1977, został starszym pomocnikiem szefa sztabu 9 pułku pontonowego. W 1980 dowódca 7 batalionu saperów 20 Dywizji Pancernej. W okresie od 1982 do 1985 dowodził 9 pułkiem pontonowym, a następnie w latach 1985-1987 został dowódcą 12 pułku pontonowego w Szczecinie. Słuchacz PSOS Akademii Sztabu Generalnego w latach 1987-1988. Dowódca 5 Brygady Saperów w Szczecinie w okresie 1988-1992. W 1992 zaczął służbę w Wojewódzkim Sztabie Wojskowym w Szczecinie, którą zakończył w 1998. W 1998 zwolniony ze służby wojskowej.

## Awanse
- podporucznik – 1968
- major – 1980
- pułkownik – 1988

## Ordery i odznaczenia
- Krzyż Kawalerski Orderu Odrodzenia Polski – 3 listopada 1993[1]
- Złoty Krzyż Zasługi
- Złoty Medal „Za zasługi dla obronności kraju”
- Srebrny Medal „Za zasługi dla obronności kraju”
- Brązowy Medal „Za zasługi dla obronności kraju”
- Złoty Medal „Siły Zbrojne w Służbie Ojczyzny”
- Srebrny Medal „Siły Zbrojne w Służbie Ojczyzny”
- Brązowy Medal „Siły Zbrojne w Służbie Ojczyzny”